# امپراتوری بریتانیا در جنگ جهانی دوم

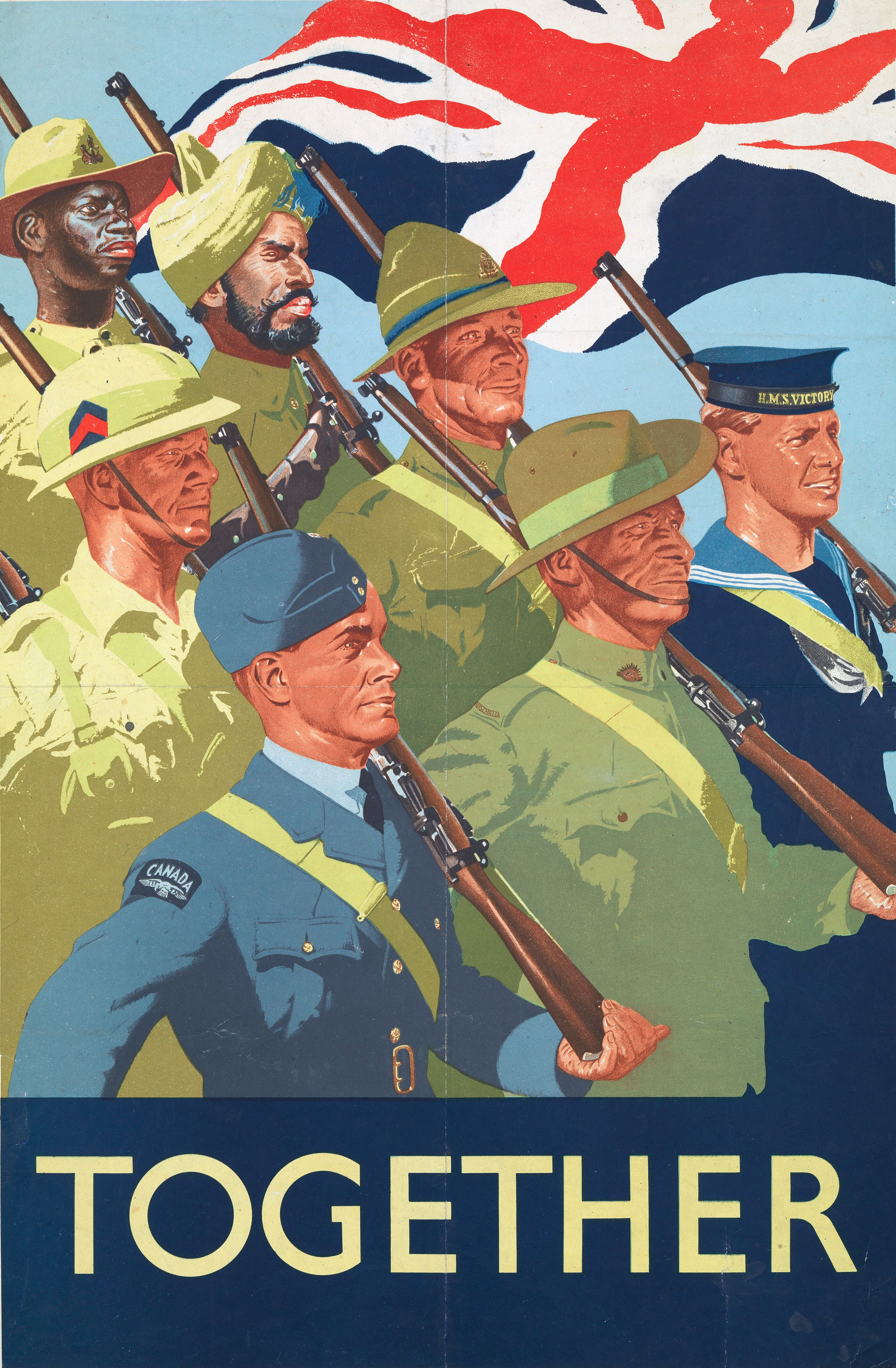
امپراتوری بریتانیا

امپراتوری بریتانیا در جنگ جهانی دوم (انگلیسی: British Empire in World War II) هنگامی که بریتانیا در سپتامبر ۱۹۳۹ در آغاز جنگ جهانی دوم به آلمان نازی اعلام جنگ کرد، بریتانیا به درجات مختلف مستعمره‌های تاج و تخت، تحت الحمایه و راج بریتانیا را تحت کنترل داشت. همچنین پیوندهای سیاسی منحصر به فردی را با چهار کشور از پنج قلمرو امپراتوری بریتانیا — استرالیا، کانادا، اتحادیه آفریقای جنوبی و نیوزلند به عنوان اعضای «اتحادیه کشورهای مشترک‌المنافع» در آن زمان را حفظ می‌کرد. در سال ۱۹۳۹ امپراتوری بریتانیا و کشورهای مشترک المنافع با هم یک قدرت جهانی را تشکیل می‌دادند که  کنترل مستقیم یا بالفعل سیاسی و اقتصادی ۲۵ درصد از جمعیت جهان و ۳۰ درصد از توده زمین را داشته است.